# Estanca de los Dos Reinos
Das EU-Vogelschutzgebiet und Fauna-Flora-Habitat-Gebiet Estanca de los Dos Reinos (deutsch: Teich der zwei Königreiche) liegt im Südosten der der Autonomen Gemeinschaft Navarra in Spanien an der Grenze zu Aragonien. Das 32 Hektar große Schutzgebiet gehört zum europäischen Schutzgebietsnetz Natura 2000. Es umfasst das gleichnamige Gewässer und dessen Umland. Der flache See wurde durch einen Erddamm künstlich aufgestaut und ist von einer Straße umgeben. Sommerliche Trockenheit wird durch Wassergaben aus dem Canal de Bardenas ausgeglichen.
Im Randbereich haben sich halophytische Lebensgemeinschaften gebildet. Auch einige Amphibienarten sowie der Fischotter und der Europäische Nerz kommen hier vor. Das Feuchtgebiet stellt auch ein wichtiges Brut-, Überwinterungs- und Rasthabitat für zahlreiche Vögel dar.
Das Gebiet wurde im Jahr 1990 als Vogelschutzgebiet ausgewiesen und im Jahr 1999 als FFH-Gebiet vorgeschlagen. 2016 erfolgte die Ausweisung als Besonderes Erhaltungsgebiet (SAC). Auf aragonischer Seite wird das Gebiet durch das Vogelschutzgebiet Lagunas y Carrizales de Cinco Villas ergänzt.

## Schutzzweck

### Lebensraumtypen
Folgende Lebensraumtypen nach Anhang I der FFH-Richtlinie kommen im Gebiet vor; prioritäre Lebensraumtypen sind mit * gekennzeichnet:
| EU Code | * | Lebensraumtyp (offizielle Bezeichnung)                                                            | Fläche (ha) |
| ------- | - | ------------------------------------------------------------------------------------------------- | ----------- |
| 1310    |   | Pioniervegetation mit Salicornia und anderen einjährigen Arten auf Schlamm und Sand (Quellerwatt) | 0,6         |
| 1410    |   | Mediterrane Salzwiesen (Juncetalia maritimi)                                                      | 1,3         |
| 1420    |   | Quellerwatten des Mittelmeer- und gemäßigten atlantischen Raums (Sarcocornetea fruticosae)        | 1           |
| 1430    |   | Halo-nitrophile Gestrüppe (Pegano-Salsoletea)                                                     | 0,1         |
| 1510    | * | Mediterrane Salzwiesen (Limonietalia)                                                             | 0,2         |
| 4090    |   | Oromediterrane endemische Heiden mit Stechginster                                                 | 0,3         |
| 6220    | * | Mediterrane Trockenrasen der Thero-Brachypodietea                                                 | 1,6         |
| 6420    |   | Mediterranes Feuchtgrünland mit Hochstauden des Molinio-Holoschoenion                             | 0,01        |

### Arteninventar
Folgende Arten von gemeinschaftlichem Interesse sind für das Gebiet gemeldet:
| Bild              | EU Code | * | Art               | wissenschaftlicher Name | Artengruppe |
| ----------------- | ------- | - | ----------------- | ----------------------- | ----------- |
| Fischotter        | 1355    |   | Fischotter        | Lutra lutra             | Säugetiere  |
| Europäischer Nerz | 1356    | * | Europäischer Nerz | Mustela lutreola        | Säugetiere  |

Folgende Vogelarten sind für das Gebiet gemeldet; Arten, die im Anhang I der Vogelschutzrichtlinie geführt sind, sind mit * gekennzeichnet:
| Bild           | Anhang I | EU Code | Art            | wissenschaftlicher Name      |
| -------------- | -------- | ------- | -------------- | ---------------------------- |
| Spießente      |          | A054    | Spießente      | Anas acuta                   |
| Löffelente     |          | A056    | Löffelente     | Anas clypeata                |
| Krickente      |          | A052    | Krickente      | Anas crecca                  |
| Pfeifente      |          | A050    | Pfeifente      | Anas penelope                |
| Stockente      |          | A053    | Stockente      | Anas platyrhynchos           |
| Schnatterente  |          | A051    | Schnatterente  | Anas strepera                |
| Graugans       |          | A043    | Graugans       | Anser anser                  |
| Graureiher     |          | A028    | Graureiher     | Ardea cinerea                |
| Purpurreiher   | *        | A029    | Purpurreiher   | Ardea purpurea               |
| Tafelente      |          | A059    | Tafelente      | Aythya ferina                |
| Rohrdommel     | *        | A021    | Rohrdommel     | Botaurus stellaris           |
| Kuhreiher      |          | A025    | Kuhreiher      | Bubulcus ibis                |
| Rohrweihe      | *        | A081    | Rohrweihe      | Circus aeruginosus           |
| Kornweihe      | *        | A082    | Kornweihe      | Circus cyaneus               |
| Silberreiher   | *        | A027    | Silberreiher   | Egretta alba                 |
| Zwergdommel    | *        | A022    | Zwergdommel    | Ixobrychus minutus           |
| Kormoran       |          | A391    | Kormoran       | Phalacrocorax carbo sinensis |
| Haubentaucher  |          | A005    | Haubentaucher  | Podiceps cristatus           |
| Zwergsumpfhuhn | *        | A121    | Zwergsumpfhuhn | Porzana pusilla              |
| Beutelmeise    |          | A336    | Beutelmeise    | Remiz pendulinus             |